# Deinopa barbipes
Deinopa barbipes är en fjärilsart som beskrevs av George Francis Hampson 1926. Deinopa barbipes ingår i släktet Deinopa och familjen nattflyn. Inga underarter finns listade i Catalogue of Life.